# Biserica Sfântul Ilie din Podujevo
Biserica Sfântului Ilie (în sârbă Црква светог Илије) este o biserică ortodoxă sârbă aflată în Podujevo din Kosovo. Biserica este consacrată Sfântului Ilie, și a fost construită pe o colină în apropierea orașului Podujevo, iar în apropiere se află cimitirul ortodox sârbesc. Biserica Sfântului Ilie a fost construită în 1929, iar de-a lungul existenței a fost demolată de mai multe ori, de fiecare dată de albanezi extremiști. Până în 2010, biserica a fost reconstruită și renovată pentru a cincea oară.

## Istorie

### Distrugerea din 1941
Biserica a fost vandalizată și distrusă complet în 1941, de către „Balli Kombëtar”, o formațiunea albaneză nazistă din Kosovo din timpul celui de-al Doilea Război Mondial. Ulterior, după prăbușirea Albaniei Fasciste, biserica a fost restaurată prin truda sârbilor din Podujevo. Reconstruirea a fost finalizată în 1971.

### Atacul din 1999
Biserica a fost atacată încă odată după expulzarea cetățenilor sârbi din Podujevo din 1999. Extremiștii albanezi au incendiat-o, deteriorând iconostasul și inventarul bisericii.

### Distrugerea din 2004
În 2003, UNMIK a trimis o cerere Episcopiei de la Raška și Prizren să evacueze inventarul bisericii, deoarece un atac ar fi de neoprit. Biserica a fost distrusă pe 18 martie 2004, în timpul revoltelor din Kosovo din 2004. Biserica a fost atacată de cel puțin 500 de albanezi. Mass-media cehă susținea că soldații cehi au fost nevoiți să părăsească biserica fiind distrusă împreună cu cimitirul. Extremiști albanezi au creat un foc mare în mijlocul bisericii, care a fost grav deteriorată. Jindrich Plescher, un polițist ceh a confirmat foarte șocat că extremiștii au dezgropat sicriele din apropierea cimitirului sârbesc și au răspândit oasele celor morți. Biserica a fost vandalizată, clopotnița distrusă complet cu explozibil, iar zidul din jurul bisericii a fost dărâmat.

#### Clopotul
Dup distrugerea bisericii, soldații cehi KFOR au găsit și confiscat clopotul furat al Bisericii Sf. Ilie dintr-o familie de albanezi. Clopotul a fost ofranda din partea regelui Alexandru I Karađorđević pentru biserica din Podujevo în 1932, cu doi ani înainte de asasinarea acestuia la Marsilia. Reprezentanții albanezi au cerut clopotul de trei ori, susținând că acel clopot aparține municipiului Podujevo. Batalionul KFOR ceh au refuzat să-l predea spunând că aparține Bisericii Ortodoxe Sârbe iar locotenentul colonel Josef Kopecky împreună cu soldații cehi și slovaci au trimis clopotul la Mănăstirea Gračanica.

### Atacul din 2006
Biserica a fost atacată încă odată la 12 mai 2006. După reconstruirea parțială, condusă de Consiliul European, ușile de intrare ale bisericii au fost rupte, iar toate ferestrele bisericii au fost sparte încă odată.